# Tenente (araldica)
Tenente è un termine utilizzato in araldica per indicare il sostegno dello scudo da parte di uomini o di angeli; qualificativo di chi tiene qualche figura. Fanno parte degli ornamenti esteriori dello scudo.
Il termine è però utilizzato più di frequente per definire una figura (generalmente animata, ma non necessariamente) che ne tiene (in pugno, tra le zampe, o con altri mezzi) un'altra. 

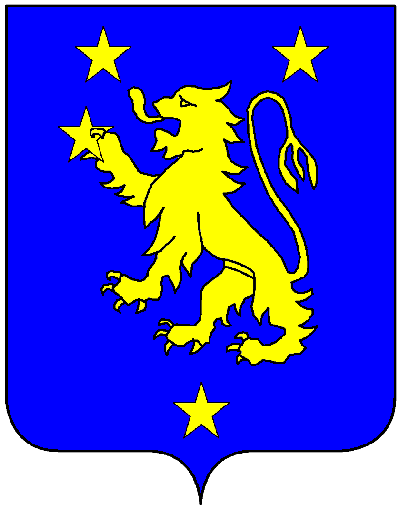
Leone tenente una stella (famiglia Berò di Bologna)
Stambecco tenente un ramo mozzato (Badia)
Destrocherio tenente un cavatappi (Benzenschwil, Svizzera)
Leone tenente una croce (Öllingen, Germania)
Destrocherio armato tenente un fiore (Grundsheim, Germania)
Donna tenente un ramo sullo scudo della Provincia di Pordenone.
Adelasia tenente un bastone gigliato sullo stemma di Alassio.

Due uomini: un marinaio tenente un binocolo e Sir Isaac Newton tenente una bilancia a pesi (stemma di Margaret Thatcher)
Un nativo americano come tenente dello stemma della Nuova Scozia
Due contadini come tenenti sullo stemma della Cornovaglia
Due figure di Ercole come tenenti dello stemma reale del regno di Grecia (1863-1924 e 1935-1973)
Un picchiere e un abate mitrato in paramenti processionali per la festa di San Pietro